# 黒田啓蔵
黒田 啓蔵（くろだ けいぞう）は、日本のヘアメイクアップアーティスト。東京都出身。

## 来歴
実家が美容室だった。専門学校を卒業して10年間都内のサロンで勤務した後、フリーランスで活動を始める。
雑誌や広告の他、ドラマ撮影の現場や化粧品開発にも携わる。5年間浜崎あゆみの専属ヘアメイクも担当していた。
「女優メイク」という言葉が代名詞ともなった。

## 著書
- 『黒田啓蔵の劇的！王道メイク』（ワニブックス 美人開花シリーズ、2006年12月10日）[7] ISBN 978-4847016974
- 『よみがえりメイク』DVD BOOK（主婦と生活社 別冊すてきな奥さん、2008年09月24日） ISBN 978-4391627022
- 『女優きもの髪 美人度が上がる髪型の法則』（世界文化社、2018年1月26日）[7] ISBN 978-4418184002